# Son of Sam (banda)
Son Of Sam era un grupo norteamericano de Horror punk ideado por Todd Youth en 2000, mientras tocaba en el grupo Danzig. El grupo grabó un álbum, en el que aparecen miembros de Samhain, Danzig y AFI.
En 1999, Youth fue invitado por Glenn Danzig para ocupar el puesto de guitarrista en la gira de reunión de Samhain, reeplazando al guitarrista original Pete "Damien" Marshall. Tocar con Samhain inspiró a Youth para escribir un álbum inspirado en la música de Samhain. Youth contactó con Steve Zing y London May (ambos exmiembros de Samhain), quienes quedaron impresionados con lo que Youth había escrito, y decidieron ayudarle a grabar el álbum. El proyecto se llamó "Son of Sam", un guiño al hecho de que el proyecto surgió durante la reunión de Samhain. Davey Havok, cuyo grupo, AFI, teloneó a Samhain durante la gira, fue invitado a escribir las letras y grabar la voz para el álbum.
En muy poco tiempo grabaron un álbum de 10 canciones llamado "Songs From The Earth" que vio la luz en Nitro Records en 2001
En diciembre del 2007, por medio de la web Horror High se anunció que el nuevo disco de la banda estaba en proceso de grabación. El nombre escogido para este nuevo disco, que será lanzado el 16 de septiembre de 2008, es Into the Night. En esta nueva producción Davey Havok no participaría por falta de tiempo, vacante que será ocupada por Ian Thorne.

## Miembros

### Actuales
- Ian Thorne - Voz
- Steve Zing - Bajo
- London May - Batería
- Todd Youth - Guitarra

### En el pasado
- Davey Havok – voz